# ゴヴァントゥリバタフライアガマ
ゴヴァントゥリバタフライアガマ (学名：Leiolepis ngovantrii) とは、アガマ科バタフライアガマ属に属するトカゲの1種。

## 発見
本種は生息地のベトナムでは普通の食材であり、それが未知の種であることが見逃された状態であった。実際、新種として記載されるきっかけを作ったのは、2009年にベトナム科学技術アカデミーのゴー・ヴァン・トリがバリア＝ブンタウ省のレストランで生きた個体を目にした事である。全てのトカゲが同じに見えるくらい非常に似ている事に疑問を抱いたゴー・ヴァン・トリは、知人であるラ・シエラ大学のL・リー・グリズマーと、その息子であるL・ジェシー・グリズマーに画像を送った。グリズマー親子は、その特徴からバタフライアガマ属に属するトカゲのようだが、雌雄ではっきり色の異なるバタフライアガマ属にしては色が同じ個体しかいない事に気づき、単為生殖をおこなう珍しい爬虫類ではないかと考えた。
グリズマー親子はホー・チ・ミンに飛び、そのレストランに生きた個体の電話予約を入れたが、店主が酒に酔って予約を忘れてしまい、オートバイで8時間かけてメコンデルタのレストランに到着した頃には全てが調理されていた。幸い、あまり珍しいトカゲではなかったため、すぐに同じ種を扱う別のレストランが見つかった事や、地元の小学生が捕獲に協力してくれた事もあり、最終的に約70匹の個体を採集できた。その個体は全て雌であり、腕部の大きな鱗と趾下薄板の特徴から新種であると判明したため、2010年に Leiolepis ngovantrii という学名で記載された。種小名 ngovantrii は、発見のきっかけを与えたゴー・ヴァン・トリ (Ngo Van Tri) に対する献名である。ホロタイプ、パラタイプ共に2009年6月21日に採取された個体である。

## 生態
体長11.5cm程度の比較的小さなトカゲである。体表の色は全体的に薄い茶色であり、背中に白い斑点と淡黄色の2本線があるのを特徴としている。これらの模様は尾に近づくにしたがって色あせている。これらは砂や乾燥した葉の色と似ており、保護色になっていると考えられている。
最大の特徴は単為生殖を行う事である。トカゲでは約1%が単為生殖によって個体数を増やしており、これは環境変動や乱獲による個体数減少に対する適応の結果である可能性がある。
ゴヴァントゥリバタフライアガマは、近縁種のハイブリッド種である可能性が高い。生息地のビンチャウ・フックブー自然保護区は低木林と海岸砂丘の間に位置しており、2つの異なる環境の移行帯に相当する。このような場所では近縁種による交雑が自然に起こりやすく、ハイブリッド種が生まれやすい。ミトコンドリアDNAの解析の結果、母方はベトナムバタフライアガマ (Leiolepis guttata) と判明している。父方は恐らくピーターバタフライアガマ (Leiolepis guentherpetersi) である。

## 保全状況
ベトナムでは普遍種であり、ごく普通に食べられている食材である。グリズマーは鶏肉に似た味がすると述べている。ゴヴァントゥリバタフライアガマの個体数は安定しているものの、絶滅する可能性があると指摘する学者もいる。単為生殖のハイブリッド種は親と子が全く同じ遺伝子を持つため、アメリカ自然史博物館名誉館長のチャールズ・コールは、代を重ねても遺伝子多様性に乏しいため、種の存続には適さないと述べている。